# Giuseppe Rivabella
Giuseppe Rivabella (ur. w 1855 lub 1856 w  Fubine Monferrato, zm. 24 sierpnia 1919 na Capri) – włoski inżynier i strzelec, jedyny reprezentant Włoch na igrzyskach olimpijskich w 1896 roku w Atenach.
Rivabella był inżynierem pracującym na wyspie Samos. Jako zamieszkały na terenie Grecji zgłosił swój udział w igrzyskach olimpijskich. Po dyskwalifikacji Carlo Airoldiego okazał się być jedynym reprezentantem Włoch.
Wystąpił w konkurencji strzelania z karabinu wojskowego na odległość 200 metrów (jego wyniki nie są znane).